# تشانغ راي جين
تشانغ راي جين مواليد 28 أكتوبر 1917، هو لاعب كرة سلة ياباني كوري جنوبي. مثّل منتخب اليابان في دورة الألعاب الأولمبية الصيفية سنة 1936 ومثّل منتخب كوريا في سنة 1948.

## روابط خارجية
- تشانغ راي جين على موقع الاتحاد الدولي لكرة السلة (الإنجليزية)
- تشانغ راي جين على موقع سبورتس رفرنس (الإنجليزية)
- تشانغ راي جين على موقع أوليمبيديا (الإنجليزية)